# Мадлен (колач)
Мадлен (фр. madeleine) је традиционални француски колачић, који се сервира поподне уз кафу или чај. Маделен је бисквит пореклом из Лорене и има препознатљиви облик шкољке.

## Опште информације
Француски романописац Марсел Пруст (1871 – 1922) је тај осећај јако лепо описао у својој књизи Du côté de chez Swann. Описао је враћање старих успомена из детињства када је након много година окусио Мадлене, умочене у чај. Пруст се сетио реке у свом завичају, игре које је играо као дијете, људи с којима је одрастао. И тако је Мадлен постао једна од најпознатијих метафора сећања на детињство и сећања уопште.
Мадлен је пореклом из града Комерси у регији Лорене. У 18. веку краљ Пољске Станислав Лешћински који је тада био војвода Лорене се толико одушевио са колачићима кад их је први пут пробао да је затражио упознати младу куварицу која их је спремила, по рецепту њене баке. Када му је рекла да се зове Мадлен Паулмије, одлучио је да ће колачић носити њено име.

## Састојци
- 4 јаја
- 150 г шећера
- 100 г растопљеног путера/маслаца
- 60 мл млека
- 80 мл уља
- 200 г брашна
- кесица прашка за пециво
- прстохват соли
- ситно изрендана кора лимуна

## Начин припреме
1. Додати у велику посуду један прстохват соли. Додати четири јаја и шећер. Умутити док смеша не побели.[3]
2. Док мутите, додати ситно изрендану кору лимуна, отопљеног путера/маслаца, уље и млеко.
3. У другу посуду промешати брашно и кесицу прашка за пециво.
4. Ту смешу ставити у велику смешу и миксати најјачом брзином.
5. Ставити кесу преко посуде и оставити у фрижидер док не набубри.
6. У плех за проју ставити корпице, које ћете пунити том набубрелом смешом.
7. ПЕЧЕЊЕ - начин 1: Електрични шпорет загрејати на 220 °C, и пећи колаче 10 минута, онда спустити температуру на 200 °C и пећи још 10 минута.                                                ПЕЧЕЊЕ - начин 2.: У шпорет на чврсто гориво (дрва) пећи колаче само на сува дрва - потпалу непрекидно док не добије облик и боју.